# Euodynerus salzi
Euodynerus salzi är en stekelart som först beskrevs av Giordani Soika 1952.  Euodynerus salzi ingår i släktet kamgetingar, och familjen Eumenidae. Inga underarter finns listade i Catalogue of Life.